# یانوس سیرل
یانوس سیرل (استونیایی: Jaanus Sirel؛ زادهٔ ۲۹ ژوئیهٔ ۱۹۷۵) بازیکن فوتبال اهل استونی بود.
از باشگاه‌هایی که در آن بازی کرده‌است می‌توان به باشگاه فوتبال تارتو تامکا، باشگاه فوتبال کورساره، و باشگاه فوتبال ویلیاندی تولویک اشاره کرد.
وی همچنین در تیم ملی فوتبال استونی بازی کرده‌است.